# Microstylifer rugosus
Microstylifer rugosus är en svampdjursart som beskrevs av Jean Vacelet 1969. Microstylifer rugosus ingår i släktet Microstylifer och familjen Latrunculiidae. Inga underarter finns listade i Catalogue of Life.